# Wayne Brown (Snookerspieler)
Wayne Brown (* 21. Oktober 1969) ist ein englischer Snookerspieler aus St Helens in Merseyside, der zwischen 1994 und 2004 Profispieler war. In dieser Zeit erreichte er viermal ein Achtelfinale und Rang 69 der Snookerweltrangliste. Als Amateur gewann er unter anderem die Pontins Spring Open 1994.

## Karriere
Brown spielte in seiner Jugend in Merseyside auf recht gutem Niveau Squash. 1983 wechselte er aber zum Snooker, wo er rasch einige Erfolge erzielen konnte. In den folgenden Jahren gewann er mehrere regionale Titel. 1991 erreichte er das Endspiel der Pontins Spring Open, wo er Profispieler Mike Hallett unterlag. Drei Jahre später stand er erneut im Finale, wobei er diesmal mit einem Sieg über Graeme Dott das Turnier gewann. Kurze Zeit später wurde er Profispieler. Browns erste Profijahre waren durchaus erfolgreich. Der Engländer erreichte bei einigen Turnieren die Hauptrunde: Beim Grand Prix 1996 und bei den International Open schied er erst in der Runde der letzten 64 aus und bei den Thailand Open 1995 in der Runde der letzten 32. Sein bestes Ergebnis erzielte er beim Grand Prix 1994, wo er bis ins Achtelfinale kam. Des Weiteren konnte er auch in der WM-Qualifikation 1996 gute Ergebnisse erzielen, verpasste aber den Einzug in die Hauptrunde um zwei Spiele. Auf der Weltrangliste arbeitete sich Brown langsam nach oben, sodass er Mitte 1997 Rang 99 belegte.
Trotzdem musste Brown Mitte 1997 eine sportliche Qualifikation für seinen Profistatus erbringen. Dies gelang ihm im Rahmen der WPBSA Qualifying School. Bei den übrigen Turnieren konnte sich Brown in den folgenden Saisons auf seinem vorherigen Niveau etablieren. Einige Male erreichte er auch wieder ein Achtelfinale, unter anderem beim Grand Prix 1997 und bei den China Open 1999. Mitte 2001 reichten seine Ergebnisse für einen Sprung auf Platz 69, die beste Platzierung Browns in seiner gesamten Karriere. In den drei anschließenden Spielzeiten kam Brown jedoch nur noch selten über die Qualifikationen hinaus. Infolgedessen rutschte er auf Platz 96 ab, wodurch er Mitte 2004 nach zehn Saisons seinen Profistatus verlor.
In der anschließenden Saison spielte Brown auf der Challenge Tour mit, allerdings ohne großen Erfolg. Ebenfalls recht erfolglos war die Teilnahme an der Pontin’s International Open Series 2009/10. Danach nahm er noch ab und zu auf Einladung an professionellen Turnieren teil, unter anderem an den World Seniors Championship 2016 und an der 6-Red World Championship 2016. Nach guten Resultaten bei der Q School 2017 wurde Brown zu weiteren Profiturnieren eingeladen.
Daneben nahm Brown weiterhin auch an englischen und europäischen Amateurturnieren teil. So verlor Brown nach einer Halbfinalteilnahme 2016 im Jahr 2017 gegen Kristján Helgason im Finale der Europameisterschaft im Six-Red-Snooker. 2019 erreichte er zudem das Finale der Qualifikation für das Endspiel um die English Amateur Championship, unterlag aber Brandon Sargeant. 2022 erreichte er immerhin das Viertelfinale des Turnieres. Mittlerweile konzentriert er sich aber hauptsächlich auf Senioren- bzw. Ü40-Turniere. 2015, 2017 und 2019 erreichte das Halbfinale der Senioren-Europameisterschaft, 2022 verlor er im Endspiel gegen Darren Morgan. Anschließend durfte er am Snooker-Wettbewerb der World Games teilnehmen, schied dort aber bereits in der ersten Runde aus. 2023 erreichte er erneut das Finale der 6-Red-EM, das er gegen seinen Landsmann Harvey Chandler erstmals gewinnen konnte. Seit 2019 spielt er zudem auf der englischen Seniors Tour mit und konnte dort einige Events gewinnen. 2019 gewann er ferner auch die englische Senioren-Meisterschaft, nachdem er im Vorjahr bereits das Finale erreicht hatte. Des Weiteren spielt er seit 2014 regelmäßig für das englische Team bei Amateur-Teamwettbewerben mit. So stand er 2019 (mit Chris Hart) und 2023 (mit Gary Milne) im Finale der Ü40-Kategorie der EBSA European Team Championship, unterlag aber jeweils dem walisischen Team.

## Erfolge (Auswahl)
Einzel
| Ausgang         | Jahr | Turnier                                  | Finalgegner       | Ergebnis |
| --------------- | ---- | ---------------------------------------- | ----------------- | -------- |
| Amateurturniere |      |                                          |                   |          |
| Zweiter         | 1991 | Pontins Spring Open                      | Mike Hallett      | 5:7      |
| Sieger          | 1994 | Pontins Spring Open                      | Graeme Dott       | 7:3      |
| Zweiter         | 2017 | Six-Red-Europameisterschaft              | Kristján Helgason | 2:5      |
| Zweiter         | 2018 | Englische Senioren-Meisterschaft         | Shaun Wilkes      | 2:6      |
| Zweiter         | 2019 | English Amateur Championship – North     | Brandon Sargeant  | 1:8      |
| Sieger          | 2019 | Englische Senioren-Meisterschaft         | Stuart Watson     | 6:5      |
| Zweiter         | 2022 | EBSA-Senioren-Snookereuropameisterschaft | Darren Morgan     | 3:4      |
| Sieger          | 2023 | EBSA-6-Red-Snooker-Europameisterschaft   | Harvey Chandler   | 5:3      |
| Profiturniere   |      |                                          |                   |          |
| Zweiter         | 1997 | WPBSA Qualifying School – Event 2        | Alfie Burden      | 2:5      |
| Sieger          | 1997 | WPBSA Qualifying School – Event 4        | Nick Terry        | 5:1      |

Team
| Ausgang | Jahr | Turnier                               | Teampartner | Gegner im Finale              | Endstand |
| ------- | ---- | ------------------------------------- | ----------- | ----------------------------- | -------- |
| Zweiter | 2019 | EBSA European Team Championship (Ü40) | Chris Hart  | Darren Morgan Wayne Morgan    | 2:4      |
| Zweiter | 2023 | EBSA European Team Championship (Ü40) | Gary Milne  | Darren Morgan Philip Williams | 1:5      |